# Hegnsholt
Hegnsholt er et landsted, der ligger 1 km syd for landsbyen Grønholt, mellem Fredensborg og Hillerød i Nordsjælland.
Den første hovedbygning blev tegnet i 1815 af Christian Frederik Hansen, og udvidet i 1904 og tilpasset af arkitekten Louis Hygom i 1920 for forretningsmanden William Bendix.
Ejendommen ejes af Niels Fennet, der har grundlagt Cabinn Hotels. I 1940 blev Grønholt Flyveplads anlagt på jorden nord for landstedet.

## Ejere
- (1812-1828) Adam Vilhelm von Hauc
- (1828-) Heinrich Callesen
- (1828-1933) Christian Ludvig Lütke
- (1933-1842) Georg Peter Ludvig Zacharia
- (1842-1850) Georg Flemming Windersleff
- (1950-1852)  Carl Theodor Lindbach
- (1852-) Frederich Sommer
- ()  Ida Charlotte Amalie Sommer
- (1859)  Jacob Ludvig Jørgensen
- (1859-1860) H. P. Rygaard
- (1860-)  N. B. Krarup
- (1866-1877)  Gutzou Jacob Erik Jeronimus Münster
- (1877-1881) Wilhelm Lars Larsen Krag
- (1881)  Emilie Krag
- (1881-1916) Gustav Elias Grüner
- (1916-1919) Villars. Lunn
- (1919-1937) William Bendix
- (1937-1958)  Christian Bohnsted-Petersen
- (1958-1984) Bohnstedt-Petersen A/S
- (1984-1995)  Peter Bohnsted-Petersen
- (1995-nu) Niels Fennet